# Лошонци, Пал
Пал Ло́шонци (венг. Losonczi Pál; 18 сентября 1919, Больхо, медье Шомодь — 28 марта 2005, Капошвар) — венгерский политик, председатель Президиума Венгерской Народной Республики в 1967—1987 годах.

## Биография
Происходил из мелких крестьян. В 1948—1960 годах был председателем сельскохозяйственного кооператива «Красная звезда». С 1953 года — депутат Государственного Собрания ВНР, с 1957 года — член ЦК ВСРП. В 1960 году был назначен министром сельского хозяйства. 13 апреля 1967 года стал председателем Президиума ВНР. При этом стал членом Политбюро ЦК ВСРП лишь в 1975 году. 25 июня 1987 года ушёл с поста Председателя Президиума. После 1990 года ушёл из политической жизни Венгрии, удалившись в городок Барч и объявив, что не будет давать какие-либо интервью СМИ. Все свои награды передал музею в Капошваре, а библиотеку — школе в Барче.

## Награды
- Герой Социалистического Труда ВНР (1954)
- Государственная премия им. Кошута (1956)